# Anomala bogotensis
Anomala bogotensis är en skalbaggsart som beskrevs av Ohaus 1897. Anomala bogotensis ingår i släktet Anomala och familjen Rutelidae. Inga underarter finns listade i Catalogue of Life.